# Ifan ab Owen Edwards
Ifan ab Owen Edwards (Tremaran, Llanuwchllyn, Merionethshire, 25 de juliol de 1895- 23 de gener de 1970), fou un acadèmic, escriptor i director de cinema gal·lès, fundador de l'organització Urdd Gobaith Cymru.
Era fill de Sir Owen Morgan Edwards, i estudià gramàtica a Bala i a la Universitat de Gal·les a Aberystwyth. Després de lluitar al Front Occidental durant la Primera Guerra Mundial, continuà els estudis i es graduà en història al Lincoln College de la Universitat d'Oxford, on hi treballà com a mestre i lector de 1920 a 1948, any en què deixà la docència per a centrar-se en les activitats a l'Urdd.
El 1922 va escriure una carta al diari Cymru'r Plant, on proposava la fundació de l'Urdd, i el 1928 va fundar el primer camp recreatiu d'Urdd a Llanuwchllyn, assumint-ne la direcció. Juntament amb J. Ellis Williams va fer el primer film sonor en gal·lès, Y Chwarelwr (El picapedrer). El 1947 fou nomenat cavaller en reconeixement del seu treball amb el jovent, i l'Urdd té un retrat seu pintat per Alfred Janes el 1956. Fou director de Television Wales and the West i va encoratjar la realització de programes de televisió en gal·lès.

## Obres
- A catalogue of Star Chamber proceedings relating to Wales (1929) (ed.)
- Yr Urdd 1922-43 (1943)
- Clych Atgof (1961) (autobiografia)